# Ivan Kley
Pour les articles homonymes, voir Kley.
Ivan Kley, né le 29 juin 1958 à Novo Hamburgo (Rio Grande do Sul) et mort le 3 avril 2025 à Itajaí (Santa Catarina), est un joueur de tennis professionnel brésilien. Après sa carrière de joueur, il devient entraîneur.

## Carrière
Initié au tennis par son père Augusto, Ivan Kley a été formé par Adanilo Muller à la Sociedade Aliança de Novo Hamburgo.
Totalement inconnu sur le circuit, il crée la surprise en 1985 en disputant la finale du tournoi WCT de Forest Hills aux côtés de son compatriote Givaldo Barbosa, puis en remportant la semaine suivante celui de Madrid.
Jamais finaliste d'un tournoi ATP en simple, il a atteint les demi-finales du tournoi d'Itaparica en 1983 et 1986. Il s'est imposé au championnat du Brésil en 1984, 1988 et 1989.
Il a remporté trois tournois Challenger en simple et quatre en double, tous au Brésil. Son premier titre a été décroché à São Paulo en 1986.
Il a été sélectionné à trois reprises en Coupe Davis et a notamment disputé une rencontre de barrage face à l'Espagne en 1988, perdant le premier simple contre Javier Sánchez.
Après sa carrière, il devient entraîneur dans plusieurs clubs, formant notamment Fernando Roese, puis dirige l'académie ADK Tennis à Itajaí en collaboration avec l'ancien joueur argentin Patricio Arnold.
Ivan Kley est le père du chanteur Vitor Kley (pt).

## Palmarès

### Titre en double messieurs
| No | Date       | Nom et lieu du tournoi | Catégorie | Dotation | Surface      | Partenaire      | Finalistes                | Score    |  |
| -- | ---------- | ---------------------- | --------- | -------- | ------------ | --------------- | ------------------------- | -------- |  |
| 1  | 13-05-1985 | Madrid Open Madrid     |           | 80 000 $ | Terre (ext.) | Givaldo Barbosa | Jorge Bardou Alberto Tous | 7-6, 6-4 |  |

### Finale en double messieurs
| No | Date       | Nom et lieu du tournoi               | Catégorie | Dotation  | Surface      | Vainqueurs              | Partenaire      | Score    |  |
| -- | ---------- | ------------------------------------ | --------- | --------- | ------------ | ----------------------- | --------------- | -------- |  |
| 1  | 06-05-1985 | WCT Tournament of Champions New York | WCT       | 500 000 $ | Terre (ext.) | Ken Flach Robert Seguso | Givaldo Barbosa | 7-5, 6-2 |  |

## Parcours dans les tournois duGrand Chelem

### En simple
| Année | Open d'Australie | Open d'Australie | Internationaux de France | Internationaux de France | Wimbledon       | Wimbledon     | US Open | US Open          |
| ----- | ---------------- | ---------------- | ------------------------ | ------------------------ | --------------- | ------------- | ------- | ---------------- |
| 1985  | —                | —                | 1er tour (1/64)          | Pascal Portes            | —               | —             | Q2      | Derrick Rostagno |
| 1986  | —                | —                | Q3                       | Luiz Mattar              | —               | —             | —       | —                |
| 1987  | —                | —                | 1er tour (1/64)          | Yannick Noah             | 1er tour (1/64) | Eddie Edwards | —       | —                |

N.B. : à droite du résultat se trouve le nom de l'ultime adversaire.

### En double
| Année | Open d'Australie | Open d'Australie | Internationaux de France     | Internationaux de France | Wimbledon                  | Wimbledon                | US Open                    | US Open                  |
| ----- | ---------------- | ---------------- | ---------------------------- | ------------------------ | -------------------------- | ------------------------ | -------------------------- | ------------------------ |
| 1985  | —                | —                | 2e tour (1/16) G. Barbosa    | D. Mustard J. Smith      | 1er tour (1/32) G. Barbosa | L. Stefanki R. Van't Hof | 1er tour (1/32) G. Barbosa | J. Alexander Butch Walts |
| 1986  | —                | —                | 1er tour (1/32) G. Barbosa   | J. Navrátil M. Schapers  | —                          | —                        | —                          | —                        |
| 1987  | —                | —                | 2e tour (1/16) J. Soares     | J. Nyström M. Wilander   | —                          | —                        | —                          | —                        |
| 1988  | —                | —                | 1er tour (1/32) D. Marcelino | Javier Frana C. Miniussi | —                          | —                        | —                          | —                        |

N.B. : le nom du ou de la partenaire se trouve sous le résultat ; le nom des ultimes adversaires se trouve à droite.